# No Prayer for the Dying
No Prayer for the Dying è l'ottavo album in studio del gruppo musicale britannico Iron Maiden, pubblicato il 1º ottobre 1990 dalla EMI.

## La copertina
Eddie viene raffigurato nel momento in cui esce dalla sua tomba e afferra il becchino per il collo. Nella versione rimasterizzata dell'album, pubblicata nel 1998, l'immagine si presenta orfana del becchino. Nella copertina originale della versione LP è inserita un'iscrizione all'interno della placchetta posta sulla lapide della tomba: 

## Tracce
1. Tailgunner – 4:17 (Steve Harris, Bruce Dickinson)
2. Holy Smoke – 3:51 (Steve Harris, Bruce Dickinson)
3. No Prayer for the Dying – 4:25 (Steve Harris)
4. Public Enema Number One – 4:14 (Dave Murray, Bruce Dickinson)
5. Fates Warning – 4:11 (Dave Murray, Steve Harris)
6. The Assassin – 4:20 (Steve Harris)
7. Run Silent Run Deep – 4:34 (Steve Harris, Bruce Dickinson)
8. Hooks in You – 4:08 (Bruce Dickinson, Adrian Smith)
9. Bring Your Daughter... To the Slaughter – 4:44 (Bruce Dickinson)
10. Mother Russia – 5:30 (Steve Harris)

## Formazione
Gruppo
- Bruce Dickinson – voce
- Dave Murray – chitarra
- Janick Gers – chitarra
- Steve Harris – basso
- Nicko McBrain – batteria

Altri musicisti
- Michael Kenney – tastiera

## Classifiche
| Classifica (1990-2021) | Posizione massima |
| ---------------------- | ----------------- |
| Australia              | 23                |
| Austria                | 19                |
| Canada                 | 27                |
| Croazia                | 4                 |
| Finlandia              | 3                 |
| Francia                | 28                |
| Germania               | 7                 |
| Grecia                 | 15                |
| Italia                 | 15                |
| Norvegia               | 4                 |
| Nuova Zelanda          | 17                |
| Paesi Bassi            | 31                |
| Regno Unito            | 2                 |
| Spagna                 | 15                |
| Stati Uniti            | 17                |
| Svezia                 | 6                 |
| Svizzera               | 11                |